# Cyphanta
Cyphanta is een geslacht van vlinders van de familie tandvlinders (Notodontidae), uit de onderfamilie Platychasmatinae.

## Soorten
- C. chortochlora Hampson, 1892
- C. xanthochlora Walker, 1865